# 奧古斯都 (稱號)
奧古斯都（拉丁文Augustus的中譯，複數型Augusti）是羅馬帝國皇帝的頭銜，皇后（指皇帝的妻子）通常稱為奧古斯塔（Augusta）。奧古斯都原意為「神聖的」、「高貴的」，帶有宗教與神學式的意味。
希臘文的同義字是（Sebastos），或將拉丁語轉寫而成的「Augoustos」。一般奧古斯最常用來指稱羅馬帝國的開國皇帝奥古斯都（屋大維）；在他死後，「奧古斯都」成為他的繼任者的正式頭銜，並被此後所有羅馬皇帝所使用。羅馬帝國滅亡之後，歐洲許多貴族也常使用奧古斯都當男子名，特別是在神聖羅馬帝國的境內。
女性稱號「奧古斯塔」通常指羅馬皇帝的妻子，但此稱號不是羅馬皇后獨有，也可指皇室成員中的女性。羅馬帝國從未有過女性皇帝（如果不計797年至802年在位的拜占庭帝国首位女皇伊琳娜），最接近的是270年-275年在位的奧勒良之妻子烏爾庇婭·塞維莉娜皇后，她在丈夫被暗殺後短暫統治了帝國幾個星期或幾個月直到元老院選出克勞狄·塔西佗繼位，但仍有爭議性。

## 性質
雖然許多羅馬皇帝的全名中都有奧古斯都，但這個字卻不能視為皇族的姓氏，而是在登基之後才得以使用的名字。
- 第一個「奧古斯都」是蓋烏斯·尤利烏斯·屋大維，他在公元前27年1月16日自羅馬元老院獲贈這個名號；在他接下來的四十年統治中，屋大維逐漸確立了帝國皇帝所該擁有的權力及其名銜，並讓繼位者的權力得以藉此習慣上的稱號而鞏固。雖然「奧古斯都」在當時羅馬的法理上沒有任何與之配合的官職與實權，但這個名號卻已不言自明地代表屋大維本人在世時的所有一切權力。

在屋大維的時代，羅馬的首席元老（Princeps Senatus，英文 Prince of the Senate、First Man of the Senate）是為元老院的領導人，他是會議的主持者與對外的代表。大祭師（Pontifex Maximus，英文 High Priest，又译教皇或教宗）是國家祭典的最高祭師。執政官（Consular Imperium、Imperius Maius）是羅馬本國的行政首長與行省長官的上司。護民官（Trinuina Potestas）則代表公民階層，有權對於任何行政機關的議案提出否決權。但一直到了四世紀，前述的羅馬政制設計大多名存實亡，帝國的權力幾乎全都掌握在皇帝／奧古斯都的手中。
然而對於現代讀者而言，必須注意到奧古斯都不是法理上的名詞。皇帝本人在行使他的權力時，是藉由他身兼的第一公民、執政官或護民官的身份，在法理上發揮他的影響力。因此從法律運作層面來看，一位「奧古斯都」應視為一個終身的「首席元老兼大祭師兼執政官兼護民官」，這也是屋大維本人精心設計下的政治制度——以共和之名，行專制之實。一直到四世紀後的四帝共治制，羅馬帝國的共和外衣才逐步消失。

## 羅馬帝國的分治
公元三世紀末至四世紀初，戴克里先皇帝施行「四帝共治」。從此「奧古斯都」成了正皇帝的頭銜，而「凱撒」便成了副皇帝的稱號。因此羅馬可分為「西帝國」與「東帝國」，每個帝國各有一位奧古斯都和凱撒，形成了總共有四個皇帝的國家治理。
到了使用希臘語的拜占庭帝國時期，帝國皇帝頭銜再也不是使用源自拉丁語奧古斯都對譯的「Sebastos、Augoustos」，而是使用另一個等同於拉丁語「Imperator（大將軍）」的用字（autokratôr）。

## 对后世的影响
後來歐洲的神聖羅馬皇帝使用了「大將軍·奧古斯都（Imperator Augustus）」的稱號。特別值得注意的，羅馬帝國皇帝有三個稱號（大將軍、凱撒、奧古斯都），后来的德語中只繼承了「凱撒（Kaisar）」為「皇帝」的意義。
1. ↑  Nicholson, Oliver. . Oxford University Press. 2018: 534–537  [2024-12-15]. ISBN 978-0-19-256246-3. （原始内容存档于2024-05-05）.
2. ↑  Körner, Christian. . . 23 December 2008  [6 January 2011]. （原始内容存档于2 December 2010）.